# Grand Prix moto de Grande-Bretagne 1996
Le Grand Prix moto de Grande-Bretagne 1996 est le neuvième rendez-vous de la saison 1996 du championnat du monde de vitesse moto. Il s'est déroulé sur le circuit de Donington Park du 19 au 21 juillet 1996.
C'est la 21e édition du Grand Prix moto de Grande-Bretagne.

## Classement 500 cm3
| Pos. | Pilote              | Constructeur  | Temps/Écart     | Points |
| ---- | ------------------- | ------------- | --------------- | ------ |
| 1    | Mickael Doohan      | Honda         | 47 min 11 s 135 | 25     |
| 2    | Alex Criville       | Honda         | +3 s 319        | 20     |
| 3    | Norifumi Abe        | Yamaha        | +9 s 635        | 16     |
| 4    | Tadayuki Okada      | Honda         | +9 s 781        | 13     |
| 5    | Scott Russell       | Suzuki        | +10 s 411       | 11     |
| 6    | Loris Capirossi     | Yamaha        | +24 s 825       | 10     |
| 7    | Alex Barros         | Honda         | +32 s 182       | 9      |
| 8    | Juan Borja          | Elf 500       | +32 s 699       | 8      |
| 9    | Luca Cadalora       | Honda         | +33 s 620       | 7      |
| 10   | Shinichi Itoh       | Honda         | +40 s 040       | 6      |
| 11   | Alberto Puig        | Honda         | +45 s 832       | 5      |
| 12   | Carlos Checa        | Honda         | +46 s 349       | 4      |
| 13   | James Haydon        | ROC Yamaha    | +1 min 22 s 245 | 3      |
| 14   | Frédéric Protat     | ROC Yamaha    | +1 min 24 s 783 | 2      |
| 15   | Lucio Pedercini     | ROC Yamaha    | +1 min 38 s 843 | 1      |
| 16   | Chris Walker        | Elf 500       | +1 tour         |        |
| 17   | Eugene McManus      | Yamaha        | +1 tour         |        |
| Abd. | Terry Rymer         | Suzuki        | Abandon         |        |
| Abd. | Jeremy McWilliams   | ROC Yamaha    | Abandon         |        |
| Abd. | Jean-Michel Bayle   | Yamaha        | Abandon         |        |
| Abd. | Jean-Pierre Jeandat | Paton         | Abandon         |        |
| Abd. | Paul Young          | Harris Yamaha | Abandon         |        |
| Abd. | Kenny Roberts Jr    | Yamaha        | Abandon         |        |

## Classement 250 cm3
| Pos  | Pilote                   | Constructeur | Temps/Écart     | Points |
| ---- | ------------------------ | ------------ | --------------- | ------ |
| 1    | Max Biaggi               | Aprilia      | 43 min 04 s 272 | 25     |
| 2    | Ralf Waldmann            | Honda        | +4 s 637        | 20     |
| 3    | Olivier Jacque           | Honda        | +15 s 054       | 16     |
| 4    | Jurgen Fuchs             | Honda        | +29 s 396       | 13     |
| 5    | Tohru Ukawa              | Honda        | +38 s 724       | 11     |
| 6    | Takeshi Tsujimura        | Honda        | +41 s 050       | 10     |
| 7    | Régis Laconi             | Honda        | +46 s 474       | 9      |
| 8    | Nobuatsu Aoki            | Honda        | +49 s 074       | 8      |
| 9    | Cristiano Migliorati     | Honda        | +1 min 02 s 178 | 7      |
| 10   | Eskil Suter              | Aprilia      | +1 min 11 s 386 | 6      |
| 11   | Sete Gibernau            | Honda        | +1 min 17 s 734 | 5      |
| 12   | Osamu Miyazaki           | Aprilia      | +1 min 18 s 410 | 4      |
| 13   | Alessandro Antonello     | Aprilia      | +1 min 18 s 498 | 3      |
| 14   | Christophe Cogan         | Honda        | +1 min 19 s 478 | 2      |
| 15   | Davide Bulega            | Aprilia      | +1 min 19 s 660 | 1      |
| 16   | Scott Smart              | Honda        | +1 min 30 s 237 |        |
| 17   | Steve Sawford            | Aprilia      | +1 tour         |        |
| 18   | Christian Boudinot       | Aprilia      | +1 tour         |        |
| 19   | José Barresi             | Yamaha       | +2 tours        |        |
| Abd. | Jamie Robinson           | Aprilia      | Abandon         |        |
| Abd. | Jurgen van den Goorbergh | Honda        | Abandon         |        |
| Abd. | Marcellino Lucchi        | Aprilia      | Abandon         |        |
| Abd. | Yasumasa Hatakeyama      | Honda        | Abandon         |        |
| Abd. | Jason Vincent            | Honda        | Abandon         |        |
| Abd. | Gianluigi Scalvini       | Honda        | Abandon         |        |
| Abd. | Luca Boscoscuro          | Aprilia      | Abandon         |        |
| Abd. | Jean-Philippe Ruggia     | Honda        | Abandon         |        |
| Abd. | Olivier Petrucciani      | Aprilia      | Abandon         |        |
| Abd. | Luis d'Antin             | Honda        | Abandon         |        |

## Classement 125 cm3
| Pos  | Pilote            | Constructeur | Temps/Écart     | Points |
| ---- | ----------------- | ------------ | --------------- | ------ |
| 1    | Stefano Perugini  | Aprilia      | 43 min 41 s 678 | 25     |
| 2    | Masaki Tokudome   | Aprilia      | +2 s 653        | 20     |
| 3    | Tomomi Manako     | Honda        | +6 s 624        | 16     |
| 4    | Jorge Martínez    | Aprilia      | +15 s 610       | 13     |
| 5    | Kazuto Sakata     | Aprilia      | +17 s 576       | 11     |
| 6    | Noboru Ueda       | Honda        | +18 s 792       | 10     |
| 7    | Yoshiaki Katoh    | Yamaha       | +19 s 115       | 9      |
| 8    | Haruchika Aoki    | Honda        | +20 s 757       | 8      |
| 9    | Lucio Cecchinello | Honda        | +23 s 746       | 7      |
| 10   | Youichi Ui        | Yamaha       | +31 s 568       | 6      |
| 11   | Peter Öttl        | Aprilia      | +32 s 210       | 5      |
| 12   | Ivan Goi          | Honda        | +33 s 424       | 4      |
| 13   | Darren Barton     | Aprilia      | +41 s 452       | 3      |
| 14   | Garry McCoy       | Aprilia      | +43 s 091       | 2      |
| 15   | Herri Torrontegui | Honda        | +48 s 544       | 1      |
| 16   | Gabriele Debbia   | Yamaha       | +49 s 859       |        |
| 17   | Paolo Tessari     | Honda        | +51 s 142       |        |
| 18   | Jaroslav Huleš    | Honda        | +53 s 440       |        |
| 19   | Andrea Ballerini  | Aprilia      | +1 min 07 s 294 |        |
| 20   | Manfred Geissler  | Aprilia      | +1 min 16 s 420 |        |
| 21   | Angel Nieto Jr    | Aprilia      | +1 min 16 s 921 |        |
| 22   | Chris Palmer      | Honda        | +1 tour         |        |
| 23   | Robin Appleyard   | Honda        | +1 tour         |        |
| 24   | Pete Jennings     | Honda        | +1 tour         |        |
| Abd. | Emilio Alzamora   | Honda        | Abandon         |        |
| Abd. | Frédéric Petit    | Honda        | Abandon         |        |
| Abd. | Dirk Raudies      | Honda        | Abandon         |        |
| Abd. | Valentino Rossi   | Aprilia      | Abandon         |        |
| Abd. | Josep Sarda       | Honda        | Abandon         |        |
| Abd. | Loek Bodelier     | Honda        | Abandon         |        |
| Abd. | Fernando Mendes   | Honda        | Abandon         |        |
| Abd. | Akira Saito       | Honda        | Abandon         |        |